# 北莱茵-威斯特法伦艺术品收藏馆

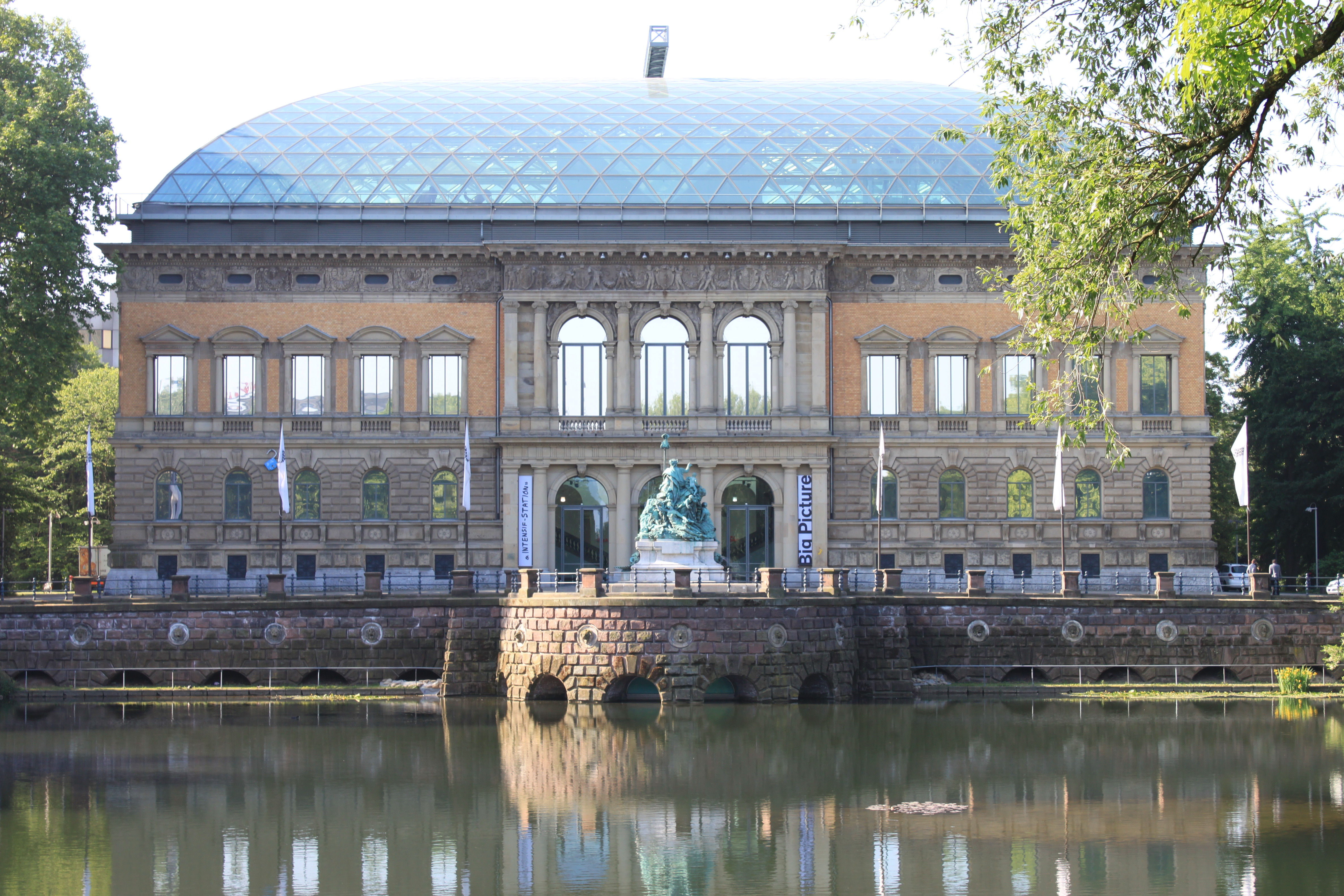
K21

北莱茵-威斯特法伦艺术品珍藏馆（Kunstsammlung Nordrhein-Westfalen）由德国北莱茵-威斯特法伦州政府创立于1961年，包括位于杜塞尔多夫的三个不同地点的展馆: “K20”，位于 Grabbeplatz，黑色大理石立面，落成于1986年；“K21”，位于Ständehaus，2002年开馆，位于原州议会所在地；“Schmela Haus”，位于杜塞尔多夫的历史街区，1971年开放，2009年加入艺术品收藏馆。三处展馆共有超过10000 m²的面积，作为20世纪艺术博物馆赢得了国际声誉，号称“秘密国家美术馆”。收藏的重点是现代主义，从野兽派、表现主义、立体派，到达达和超现实主义。

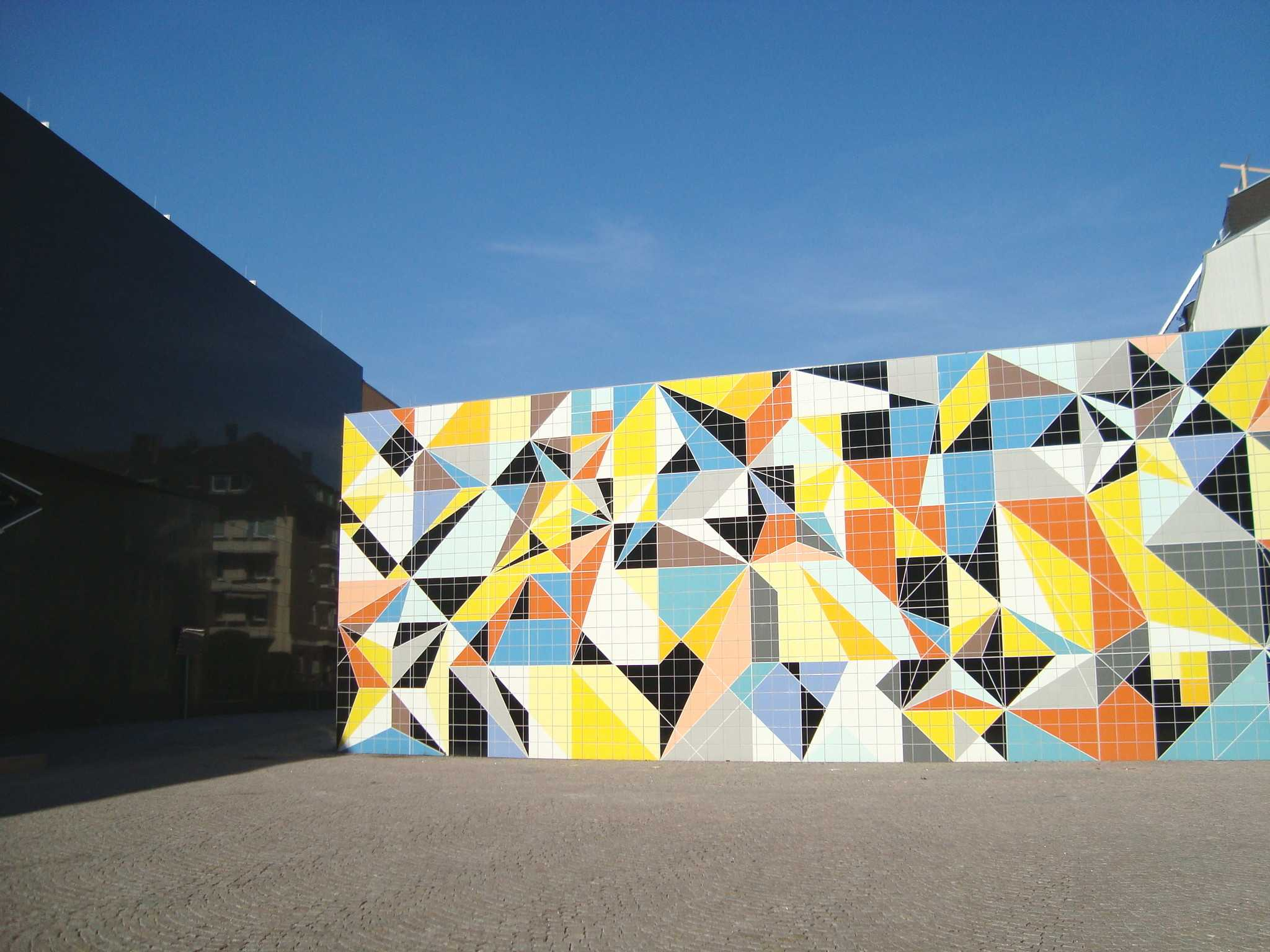
Hornet, K20
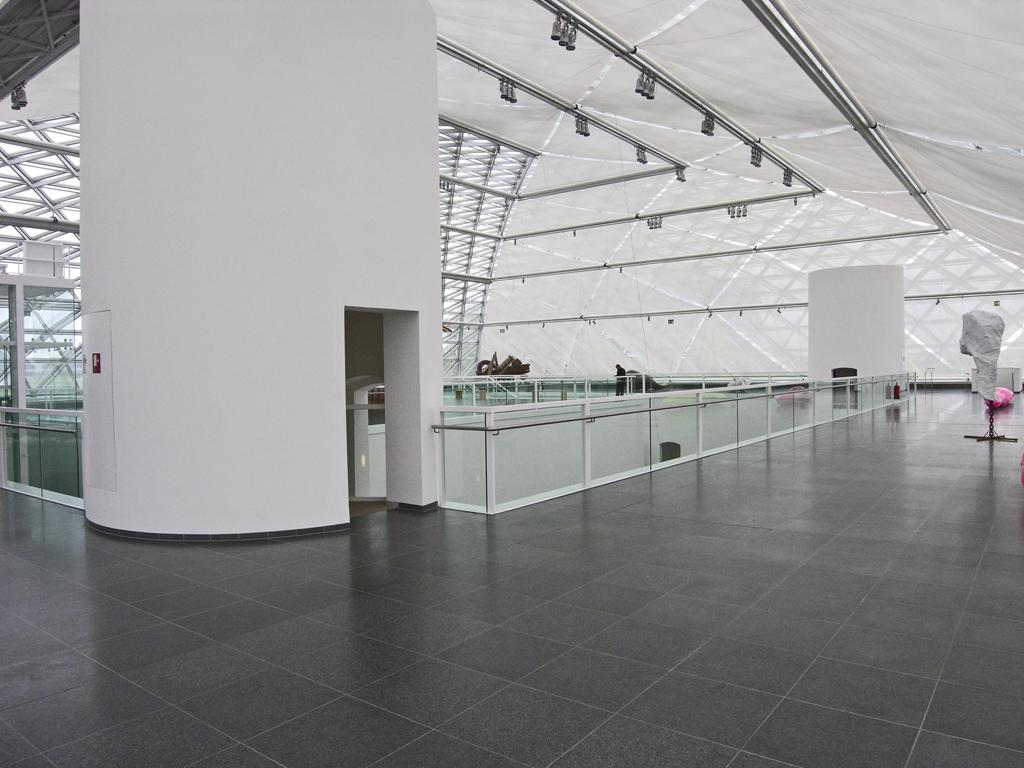
K21顶层
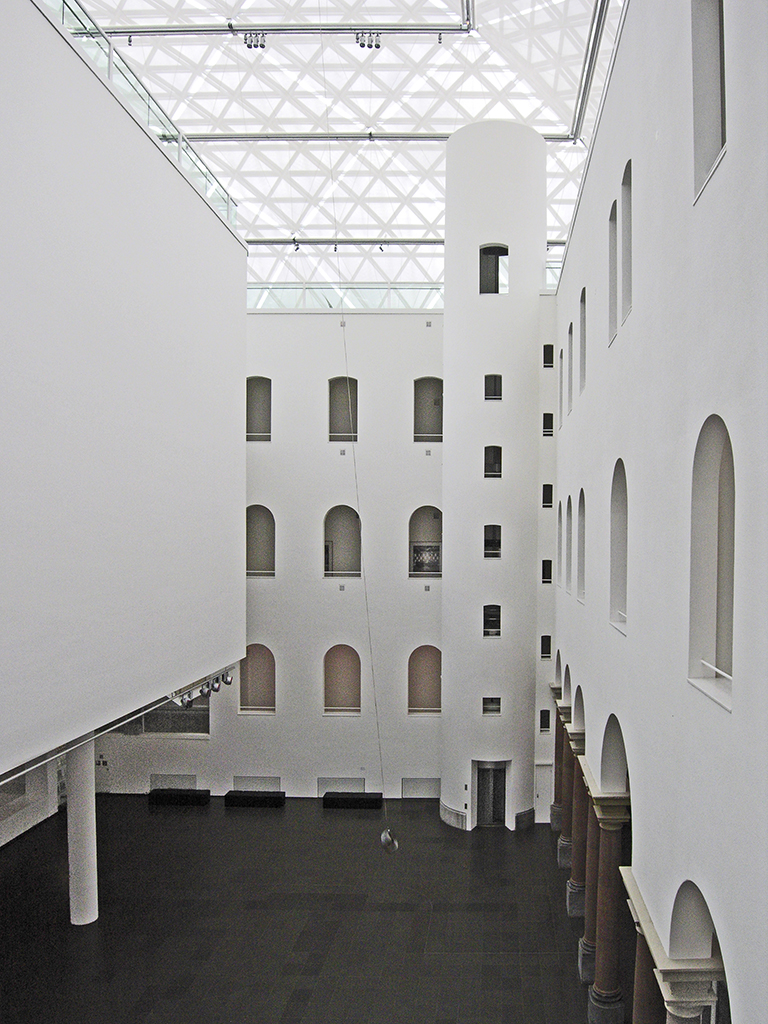
K21门厅
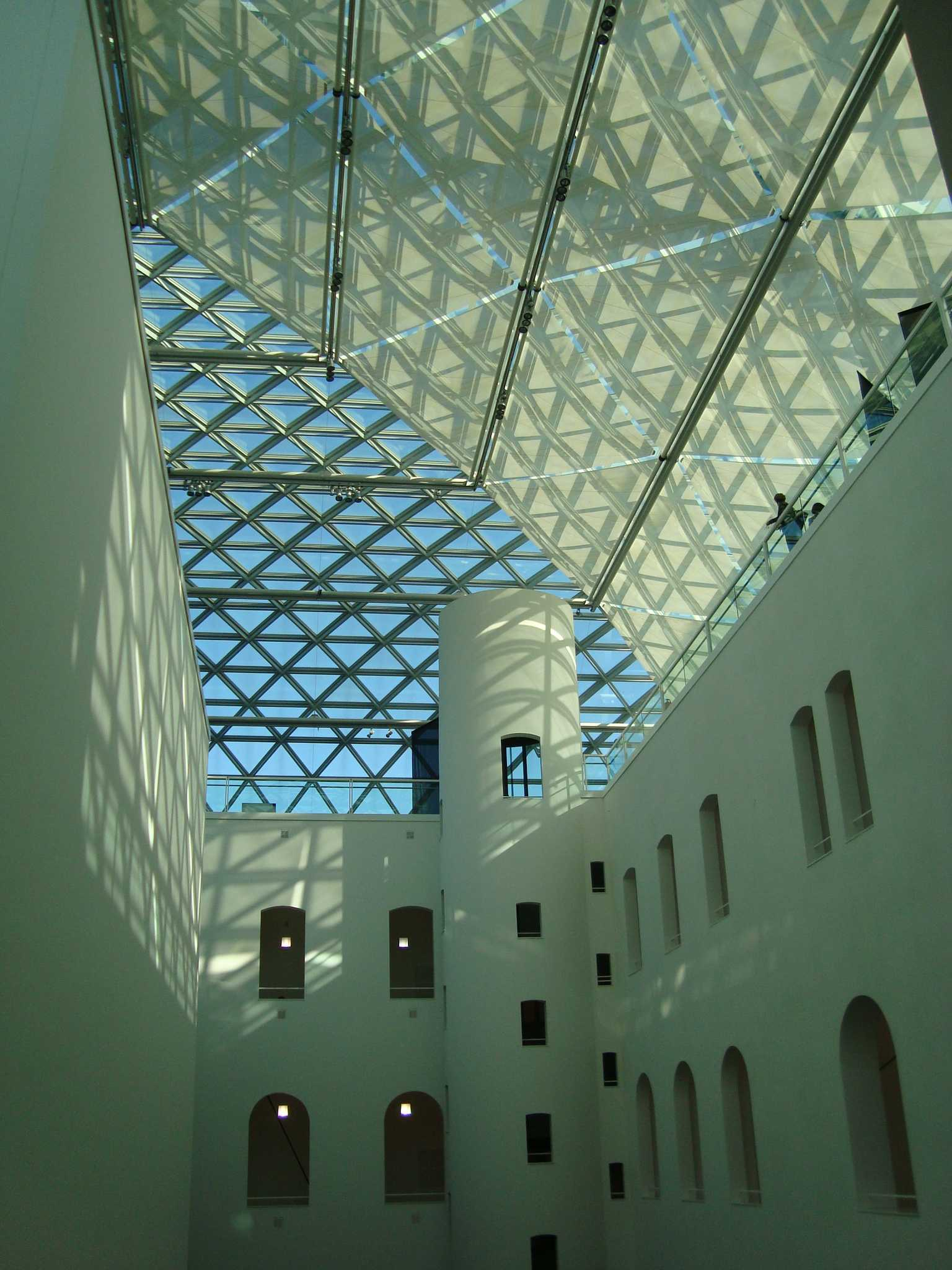
K21内部

## 历史
北威州艺术馆的历史始于1960年，它从匹兹堡钢铁工业家G·大卫·汤普森（1899-1965）的遗产中购买了88幅保罗·克利的作品。在巴塞尔画廊老板恩斯特·贝耶勒的斡旋下，由当时的部长弗朗茨·梅耶斯进行的这次购买，构成了收藏的基础，并在1961年以Stiftung Kunstsammlung Nordrhein-Westfalen的名义成立了该机构。从1962年到1990年退休，维尔纳·施马伦巴赫是这个新成立的收藏机构的第一任主任。他建立了一个极高质量的古典现代艺术收藏，创建了德国唯一一个专门收藏现代艺术的国家收藏馆，"它的第一个最高成就"，“是战后文化史上的幸运之举”。
藏品最初被安置在杰格霍夫宫。然而，由于开放后不久，有限的空间导致了在原杜塞尔多夫装饰艺术博物馆和Alten Kunsthalle（战后已被拆除）的位置上规划新的建筑。1975年丹麦的Dissing+Weitling建筑公司从新建筑的竞标中脱颖而出。这座建筑在建筑史上可以被置于从战后现代主义向后现代主义过渡的背景下，于1986年3月14日在德国总统里夏德·冯·魏茨泽克的见证下开幕，自此被视为该市的地标之一。这座建筑的弧形外墙由抛光的黑色天然石材制成，在Grabbeplatz占主导地位。它位于杜塞尔多夫美术馆的正对面，杜塞尔多夫美术馆的大楼也是莱茵兰和西法伦艺术协会的总部。
1990年，在此之前一直担任馆长的维尔纳·施马伦巴赫由阿明·茨韦特接任，他之前是慕尼黑伦巴赫美术馆的斯塔特画廊馆长。施马伦巴赫主要以绘画大师的作品来扩大展览，而自1990年起，在他的继任者领导下，主要增加了具有国际地位的雕塑、装置和照片。从2009年9月1日至2016年10月31日，斯图加特艺术博物馆前馆长玛丽昂·阿克曼接管了北威州艺术馆的艺术指导工作。她的目标是以一种更有活力的方式处理藏品，并将当代艺术和古典现代主义更紧密地联系在一起。从2009年11月到2016年8月，她和商务总监哈根·李佩·魏森菲尔德也组成了基金会的董事会。后者于2016年8月31日离开北威州艺术馆。玛丽恩·阿克曼于2016年11月1日就任德累斯顿国家艺术收藏馆的总干事。在杜塞尔多夫，苏珊娜·盖斯海默接替了她，她于2017年9月1日成为北威州艺术馆馆长。
2009年11月12日，艺术馆将位于杜塞尔多夫Galerie Schmela的前展览室作为另一个场所开放，在这里举办展览、讨论和其他活动。
在关闭了两年多的时间进行大规模的装修和扩建建筑后，位于Grabbeplatz的K20馆于2010年7月恢复了展览业务。现在有了一个足够的空间用于收藏和临时展览。比利时人克里斯·马丁和德国人迈克尔·赛尔斯托弗率先为新楼的两个大厅——克利厅和康拉德和加布里埃勒·亨克尔画廊（Konrad and Gabriele Henkel Gallery——创作了步入式装置，这两个大厅总共占地近2,000平方米。
在重新开放后的头两个星期里，有近6万名客人以免费入场的方式来到艺术收藏馆。2010年10月21日迎来了第10万名参观者。由美国艺术家萨拉·莫里斯创作的墙面马赛克 "大黄蜂"，由五颜六色的表面组成，是艺术收藏品更强的外部影响概念的一部分，它现在可以比以前更全面地展示联邦州的艺术收藏品。它有27米长，已经成为K20后面新建的保罗·克利广场上的一个景点。
除了永久收藏品的展示之外，国际知名的临时展览也在北威州艺术馆里举行。从2010年9月11日至2011年1月16日，在K20和Schmela大楼举办了题为 "平行过程 "的约瑟夫·博伊斯的大型展览，重点展示了艺术家所有创作时期的大型装置。该展览是艺术馆在杜塞尔多夫四年展计划中重新开放后的第一个特别展览，有103,000名观众观看。

## 藏品
艺术馆的收藏品包括20和21世纪的独特作品。亮点包括德国表现主义的绘画，巴勃罗·毕加索、瓦西里·康定斯基、杰克逊·波洛克或彼得·蒙德里安的重要绘画，以及约瑟夫·博伊斯和白南准的装置作品。除了这些早已成为艺术标志的作品外，还有古典现代主义、1945年后的美国艺术、重要的室内装置、照片以及当代艺术家的电影和录像作品的其他杰出作品。评论家们将这一具有非凡品质的个人作品的收藏描述为 "秘密的国家画廊"。

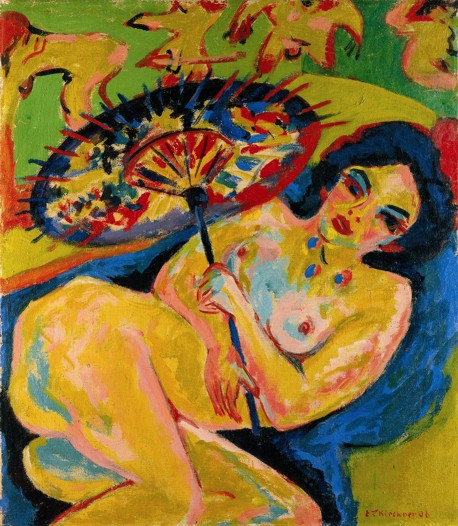
Mädchen unter Japanschirm，Ernst Ludwig Kirchner 1909
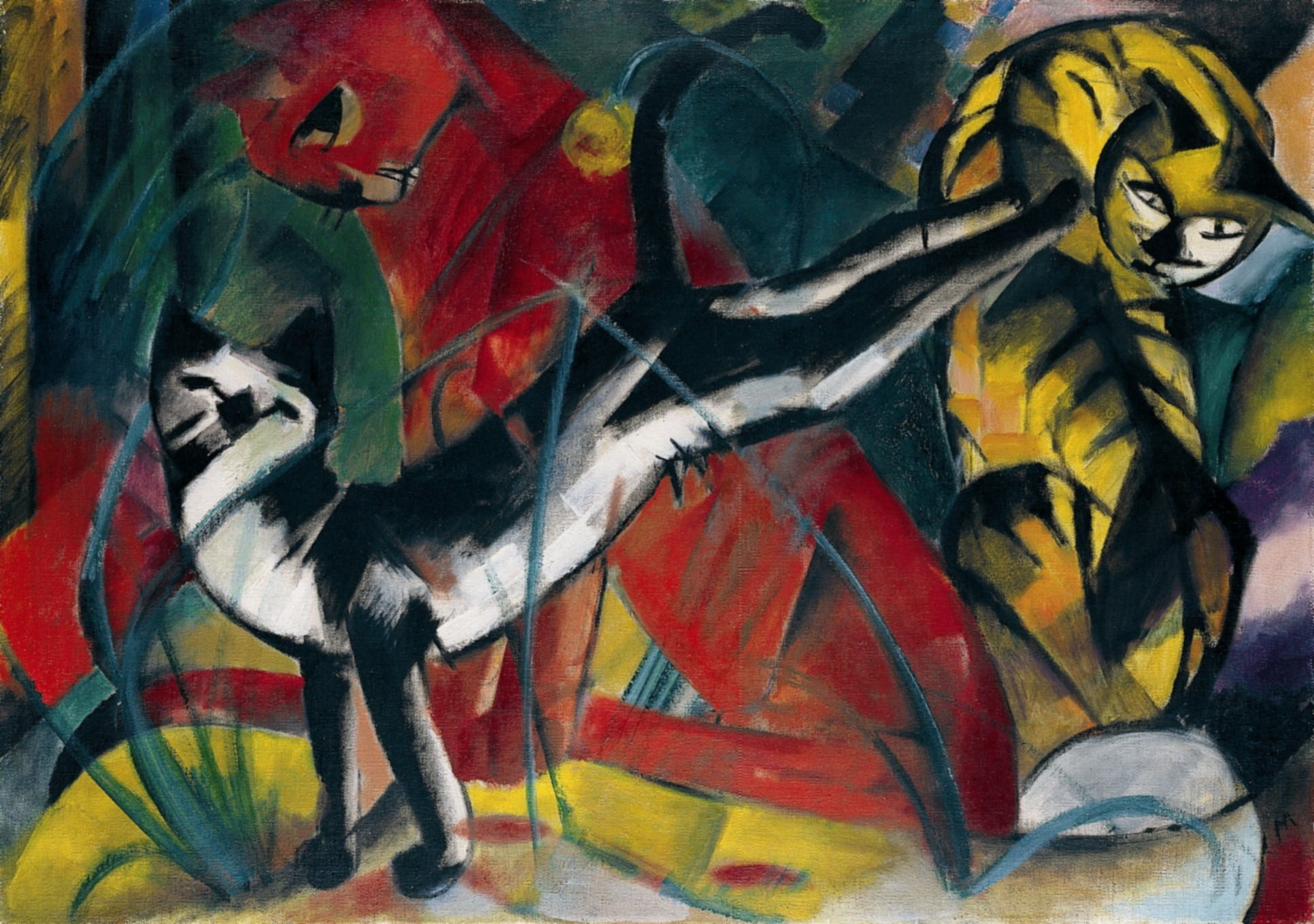
Drei Katzen，Franz Marc, approx. 1913
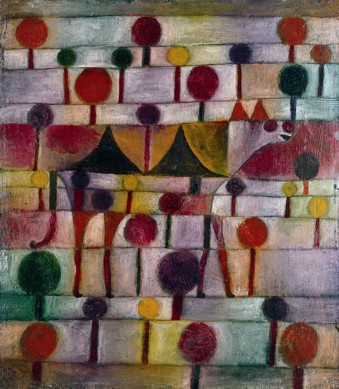
Kamel in rhythmischer Baumlandschaft，Paul Klee, 1920

收藏的重点是古典现代主义。1945年之前的艺术作品从野兽主义、表现主义、形而上绘画和立体主义到艺术家团体 "青骑士"的作品，再到达达主义和超现实主义。今天，保罗·克利的作品收藏仅包含不到100件作品。最初的88幅绘画、素描和彩色纸上作品构成了北威州艺术馆的基础，于1960年由北威州以600万马克的价格收购。虽然这个数字在当时看来很高，但在今天看来必须是低的。这些作品最初属于美国匹兹堡市的一位私人收藏家。
艺术家个人的作品群包括巴勃罗·毕加索的12件作品，几乎涵盖了艺术家所有重要的创作阶段。艺术收藏中的立体主义主题重点包括巴勃罗·毕加索、费尔南·莱热、胡安·格里斯和乔治·布拉克等人的作品。
1945年后的艺术主要由大约40个美国艺术展览来呈现。这些作品包括马克·罗斯科、罗伯特·劳森伯格、安迪·沃霍尔、唐纳德·贾德和杰克逊·波洛克的作品。波洛克1950年的不朽作品《32号》是艺术家为数不多的墙面大小的 "滴水画 "之一，也是抽象表现主义绘画的最重要的例子之一。罗伯特·劳森伯格的四件作品中包括1957年的《Wager》，这是他的 "组合画 "中最大和最复杂的作品之一。
战后欧洲艺术的代表人物有马库斯·吕佩尔茨、佩尔·柯克比、格哈德·里希特和约瑟夫·博伊斯，他的晚期作品 "Palazzo Regale "于1992年被收购，另外还有60件作品。它们来自杜塞尔多夫的Günter Ulbricht的前私人收藏。
空间装置和艺术家的空间是艺术收藏的焦点之一，几年来一直在不断扩大（例如，艺术家马塞尔·布罗代尔的作品）。德国摄影的代表人物是贝恩德和希拉·贝歇尔，以及杜塞尔多夫摄影流派的其他代表。在新媒体、电影和视频作品领域，藏品仍在建立之中；到目前为止，它包括大约90件展品。
2005年，西蒙娜和海因茨·阿克曼斯的私人收藏，包括150件国际当代艺术作品被北莱茵-威斯特法伦州收购，此前，部分作品已于2002年至2005年在K21展出。阿克曼斯收藏的重点是20世纪80年代以来的艺术，具象雕塑、摄影作品、装置以及电影和录像作品。K21艺术家的房间展示了不断变化的国际当代艺术家的作品，如Tomás Saraceno、Pamela Rosenkranz或Ulla von Brandenburg。